# خالد النقشبندي
خالد النقشبندي (ولد في قرية بامرني سنة 1915 وتوفي سنة 1961) هو سياسي عراقي كردي.

## حياته

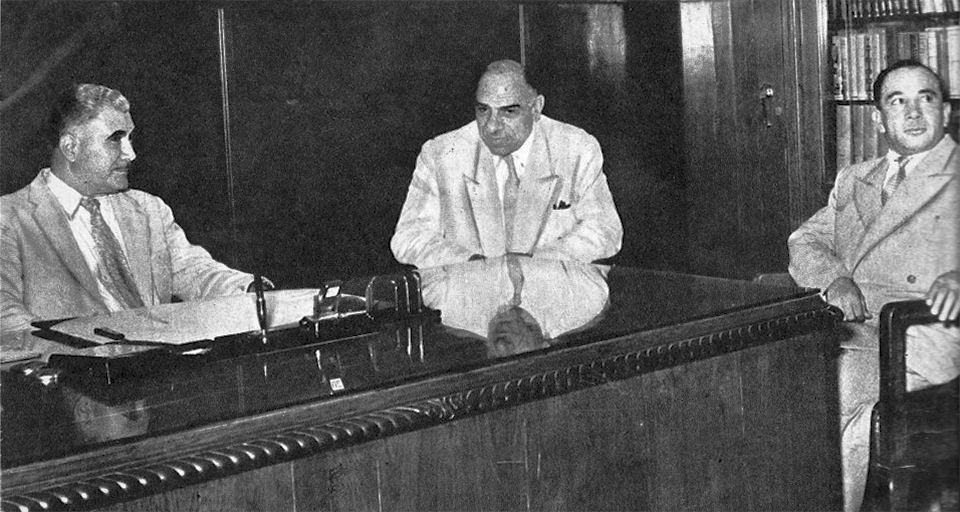
خالد النقشبندي (في اليمين) برفقة محمد مهدي كبة محمد نجيب الربيعي.

ولد خالد النقشبندي في قرية بامرني التابعة لقضاء دهوك، ووالده هو عبد الغفار بن عبد الرزاق بن الشيخ محمد بن الشيخ طاهر النقشبندي، وأصلهم من قرية بنستان في منطقة ريكان. يتنتمي لعائلة متدينة كان العديد من أفرادها من كبار مرشدي الطريقة النقشبندية. دخل الابتدائية سنة 1921 ثم أكمل المتوسطة في الموصل ثم الإعدادية في بغداد ثم قبل في الكلية العسكرية في سنة 1936 ثم قبل في كلية الأركان في سنة 1943، وفي سنة 1946 دخل كلية الحقوق.

## حياته السياسية والإدارية
في سنة 1952 انتقل خالد إلى العمل الإداري حيث أصبح قائمقام لقضاء رانية وفي سنة 1953 أصبح قائمقام قضاء كويسنجق، وفي سنة 1954 أصبح قائمقام قضاء حلبجة، وفي سنة 1957 أصبح متصرفاً على أربيل، وبعد حركة تموز 1958 أصبح خالد عضواً في مجلس السيادة والذي استمر دوره فيه حتى وفاته، وعين بدله رشاد عارف سعيد.

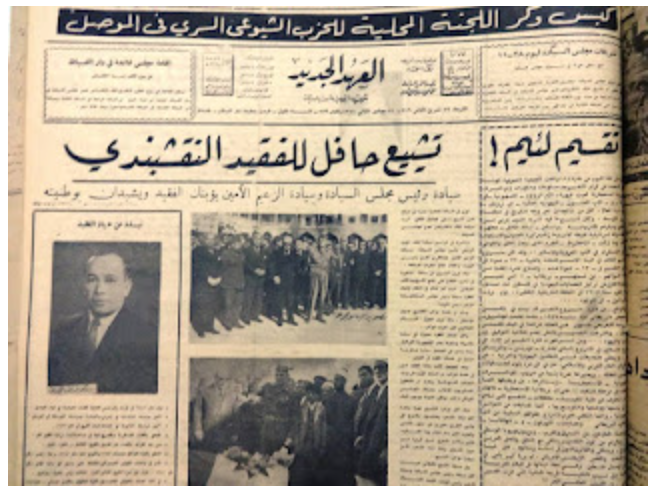

توفي خالد النقشبندي في 27 تشرين الثاني 1961 إثر جلطة قلبية، وصلي عليه في مسجد عبد القادر الكيلاني وحضر رئيس المجلس ورئيس الوزراء وعدد من الوزراء.

## عائلته
في سنة 1938 تزوج من زمرد بنت محمد رؤوف علاء الدين النقشبندي، وأنجبت له ستة أولاد هم: نزار، وغازي، وإحسان، وتحسين، ونوزاد، وخالد كما أنجبت له 3 بنات هن: نسرين، وخالدة، وسوسن. كان ابنه نزار عقيد ركن بمنصب آمر لواء المشاة 420 وأعدم بعد سقوط مدينة المحمرة سنة 1983، ولم يكن آمرا للصنف الكيمياوي كما جاء بمذكرات برزان التكريتي.